# Peter Ernst Wilde
Peter Ernst Wilde (* 24. August 1732 in Woedtke, Kreis Greifenberg; † 17. Dezemberjul. / 28. Dezember 1785greg. in Oberpahlen, Gouvernement Livland) war ein deutschbaltischer Arzt und Literat, der die erste estnische Zeitschrift Lühhike öppetus (1766–67) herausgab.

## Leben und Werk
Peter Ernst Wilde studierte zwei Jahre an der Albertus-Universität Königsberg Theologie, ab 1749 an der Friedrichs-Universität in Halle Rechtswissenschaft und ab 1751, wiederum in Königsberg, Medizin. Den medizinischen Doktorgrad erwarb er 1765 an der Universität Greifswald. Im gleichen Jahr kam er nach Kurland und gab in Mitau die Zeitschrift Der Landarzt heraus. Über Riga gelangte er 1766 nach Oberpahlen im Gouvernement Livland, wo der deutschbaltische Gutsbesitzer Woldemar Johann von Lauw (1712–1786) mehrere Manufakturen gegründet hatte. Der kleine Ort in Nordlivland zählte damals 2000 Einwohner und erlebte eine Blütezeit. Für die Versorgung der Bevölkerung gründete Lauw auch ein Krankenhaus und eine Apotheke, für deren Leitung er Peter Ernst Wilde gewann. Außerdem wurde hier im Jahre 1766 auch die erste Privatdruckerei im Russischen Reich errichtet.
Wilde war ein Anhänger der Aufklärung und wollte daher mit seinen Schriften auch die Landbevölkerung erreichen, deren Sprache er nicht beherrschte. So gewann er den örtlichen Pfarrer, August Wilhelm Hupel, der damals im Literatenstand einer der besten estnischen Sprachkenner war, als Übersetzer. Gemeinsam gaben sie wöchentlich das Periodikum Lühhike öppetus… heraus, worin praktische Ratschläge zur Gesundheitspflege, aber auch allgemeine Hinweise zur Organisation des täglichen Lebens gegeben wurden. Insgesamt sind 41 Lieferungen der Zeitschrift bekannt, 1768 sind außerdem die ersten 25 Lieferungen auch auf Lettisch erschienen.

## Schriften
- Lühhike öppetus… (vollständiges Faksimile der 41 Ausgaben 1766-1767).
- Discours über die Dimsdalsche Art, die Blattern einzupocken. Oberpahlen 1769. 38 S.
- Auszug aus dem Landarzt und den Liefländischen Abhandlungen von der Arzeney-Wissenschaft, oder Anweisung wie man die Krankheiten des gemeinen Mannes erkennen, und theils mit Hausmitteln, theils mit wohlfeilen Arzeneyen curiren könne. Oberpahlen 1770. 125 S.
- Arsti ramat ('Arzt-Buch'). Põltsamaa: W.J. v. Lauw 1771. 162 S.
- Etwas vom Liefländischen Schulunterricht, in Städten und adlichen Häusern. Ein Wink, die Eltern sicher zu stellen, damit bey ihren Kindern weder Zeit noch Kosten verlohren gehen. Mitau: Johann Friedrich Steffenhagen 1778. 31 S.